# Podalire
Dans la mythologie grecque, Podalire (en grec ancien Ποδαλείριος / Podaleírios) est un héros, médecin des Grecs lors de la guerre de Troie. La famille d’Hippocrate de Cos prétendait descendre de Podalire.

## Mythe
Il est le fils d'Asclépios, dieu de la médecine, et de sa femme Épione ainsi que le frère d'Hygée, de Machaon et de Panacée. Comme Machaon, il est un prétendant déçu à la main d'Hélène de Sparte. Fidèle au serment de Tyndare, il mène avec son frère trente nefs thessaliennes de Trikké, Ithomé et Œchalie selon le Catalogue des vaisseaux.
À Troie il devient, toujours avec son frère, médecin du camp achéen :

« [Machaon et Podalire] furent d'un grand secours aux Grecs dans cette guerre, traitant avec beaucoup de succès ceux d'entre eux qui étaient blessés. Aussi s'acquirent‑ils une très grande réputation et le besoin qu'on avait de leur art fut cause qu'on les exempta des combats et de toutes les autres fonctions militaires. »

— (Diodore de Sicile, Bibliothèque historique, IV, 71 ; trad. de l'Abbé Terrasson)
Il soigne ainsi Philoctète, détenteur de l'arc et des flèches d'Héraclès, et sans lequel, suivant l'oracle d'Hélénos, Troie ne peut être prise. Cependant, une allusion de l'Iliade (IX, 833) parle d'un des deux frères blessé et l'autre « [soutenant] dans la plaine le dur combat contre les Troyens » ; Quintus de Smyrne les compte en outre parmi les guerriers présents dans le cheval de Troie.
À la fin de la guerre, il choisit selon le pseudo-Apollodore la voie de terre et fait partie de ceux qui enterrent le devin Calchas, à Colophon (VI, 2). Il interroge ensuite l'oracle de Delphes pour savoir où s'établir et reçoit le conseil de « s’installer dans la ville où, si le ciel tombe, il ne subira aucun dommage. » Il s'installe donc à Chersonèse en Carie, dans une cuvette entourée de montagnes (VI, 18).
Pausanias rapporte pour sa part qu'il s'égare lors de son retour en mer et s'installe à Syros, également en Carie.

## Interprétation
Avec son frère Machaon, Podalire est l'un des représentants des Jumeaux divins indo-européens. Conformément à leur fonction de guérir « ramener à la santé », ils pratiquent la médecine.

## Sources
- Pseudo-Apollodore, Bibliothèque [détail des éditions] [lire en ligne] (III, 10, 8), Épitome [détail des éditions] [lire en ligne] (III, 14 ; V, 8 ; VI, 2 ; VI, 18).
- Diodore de Sicile, Bibliothèque historique [détail des éditions] [lire en ligne] (IV, 71).
- Homère, Iliade [détail des éditions] [lire en ligne] (II, 729-733 et XI, 833-837).
- Hygin, Fables [détail des éditions] [(la) lire en ligne] (LXXXI ; XCVII).
- Pausanias, Description de la Grèce [détail des éditions] [lire en ligne] (III, 26, 10).
- Quintus de Smyrne, Suite d'Homère [détail des éditions] [lire en ligne] (XII, 314 et suivantes).